# 裴貞一
裴贞一（9世纪—904年9月22日），唐朝末年妃嬪，唐昭宗的河东夫人。
唐昭宗天祐元年八月十一日（904年9月22日），昭宗在何皇后椒殿内，枢密使蒋玄晖选择龙武军牙官史太等一百人，在夜里敲击宫门，说前线有急事奏报，要面见皇帝。河东夫人裴贞一开门见兵士，说：“有急事奏报，不应该用兵士！”史太杀了她。乱兵闯入内殿搜索，史太又杀死昭宗和昭仪李渐荣。八月十二日（9月23日），蒋玄晖矫诏称“李漸榮、裴貞一和皇帝赌博，趁皇帝喝醉，谋杀皇帝，随后投井自杀”，追废为悖逆庶人。应立辉王李祚为皇太子，代理军国政事。又假传皇后令，太子于灵柩前即位。八月十五日（9月26日），太子即位为唐昭宣帝，时年十三岁。